# Bramaterra (DOC)
Le Bramaterra est un vin rouge sec italien de la région Piémont doté d'une appellation DOC depuis le 9 avril 1979. Seuls ont droit à la DOC les vins rouges récoltés à l'intérieur de l'aire de production définie par le décret. 
Vieillissement minimum légal : deux ans, dont au moins 18 mois en fût de chêne ou châtaignier ainsi que 6 mois en bouteille.
Le vin rouge sec du Bramaterra riserva répond à un cahier des charges plus exigeant que le Bramaterra, essentiellement en relation avec un vieillissement de trois ans.

## Aire de production
Les vignobles autorisés se situent en province de Biella et province de Verceil dans les communes de Roasio, Villa del Bosco, Lozzolo, Sostegno, Curino, Brusnengo et Masserano.

## Caractéristiques organoleptiques

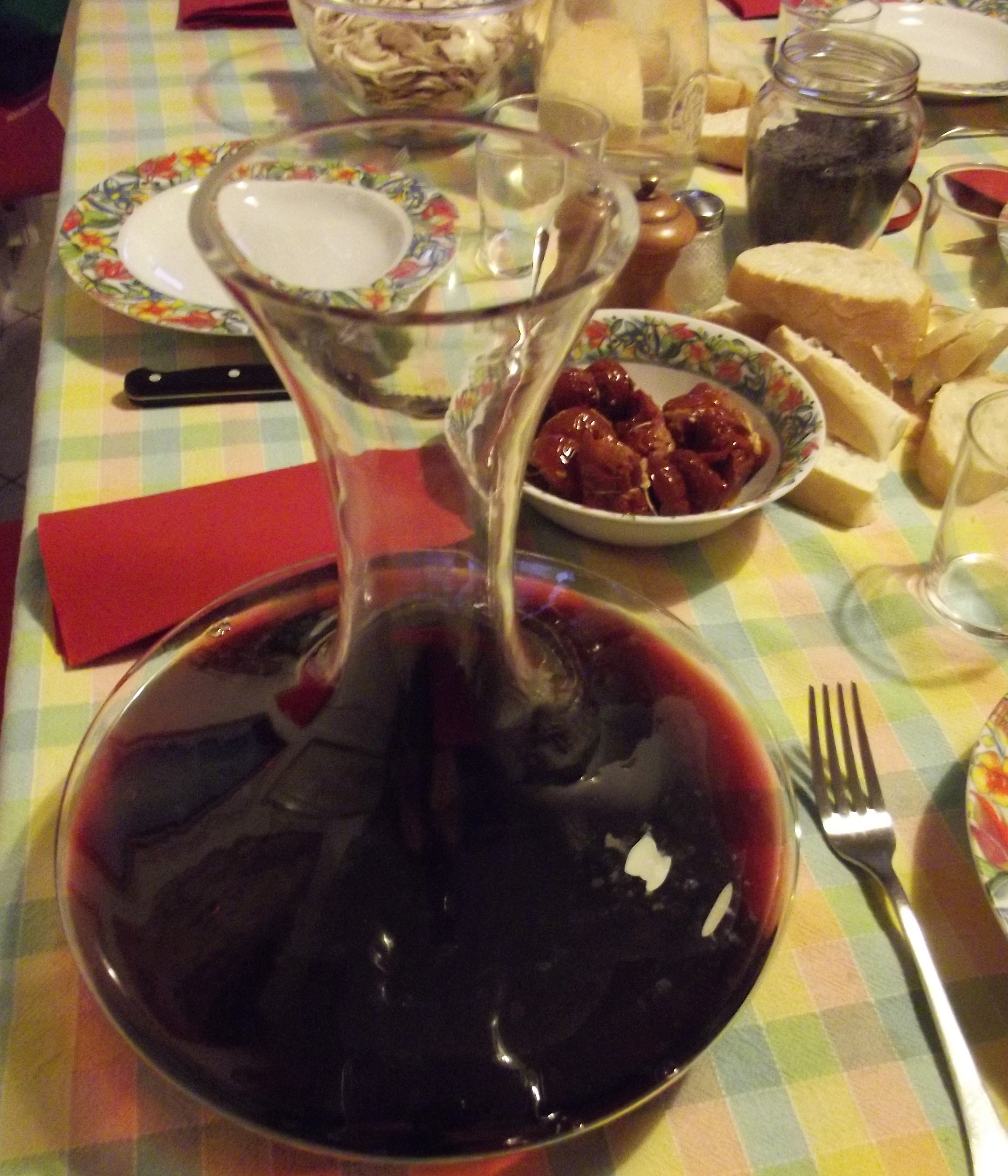
Bramaterra 2007 en carafe.

- couleur: rouge grenat avec des reflets orangés, qui s’atténue avec le temps.
- odeur:  caractéristique, intense, légèrement fugace, qui s’affine avec le vieillissement.
- saveur:  sec et plein, velouté avec un agréable fond légèrement amer, finale nerveuse.

Le Bramaterra se déguste à une température de 16 – 18 °C et il se gardera 8 – 12 ans.

## Production
Province, saison, volume en hectolitres :
- Biella  (1995/96)  285,84
- Biella  (1996/97)  272,63
- Verceil  (1990/91)  878,45
- Verceil  (1991/92)  405,18
- Verceil  (1992/93)  134,19
- Verceil  (1993/94)  390,34
- Verceil  (1994/95)  474,46
- Verceil  (1995/96)  37,8
- Verceil  (1996/97)  144,2